# میمون شب دست‌خاکستری
میمون شب دست‌خاکستری (نام علمی: Aotus griseimembra) نام یک گونه از سرده میمون‌های شب است.